# Manitoba Moose
Manitoba Moose – kanadyjski klub hokejowy z siedzibą w Winnipeg, występujący w rozgrywkach American Hockey League.
W latach 2001–2011 drużyna podlegała zespołowi Vancouver Canucks oraz miała własną filię w ECHL, Victoria Salmon Kings.
W połowie 2011 przeniesiono klub do St. John’s i jednocześnie przemianowano nazwę na St. John’s IceCaps. Z poprzedniej nazwy zespołu (Moose - pol. łoś) zrezygnowano z uwagi na negatywne konotacje w tym regionie Kanady (duża liczba wypadków drogowych z udziałem tych zwierząt). W 2015 klub wrócił do Manitoby,działając pod tą samą nazwą.

## Osiągnięcia
- Mistrzostwo dywizji: 2007, 2009
- Mistrzostwo konferencji AHL: 2009
- Mistrzostwo w sezonie regularnym: 2009
- Norman R. „Bud” Poile Trophy: 2009